# Sigismundklockan

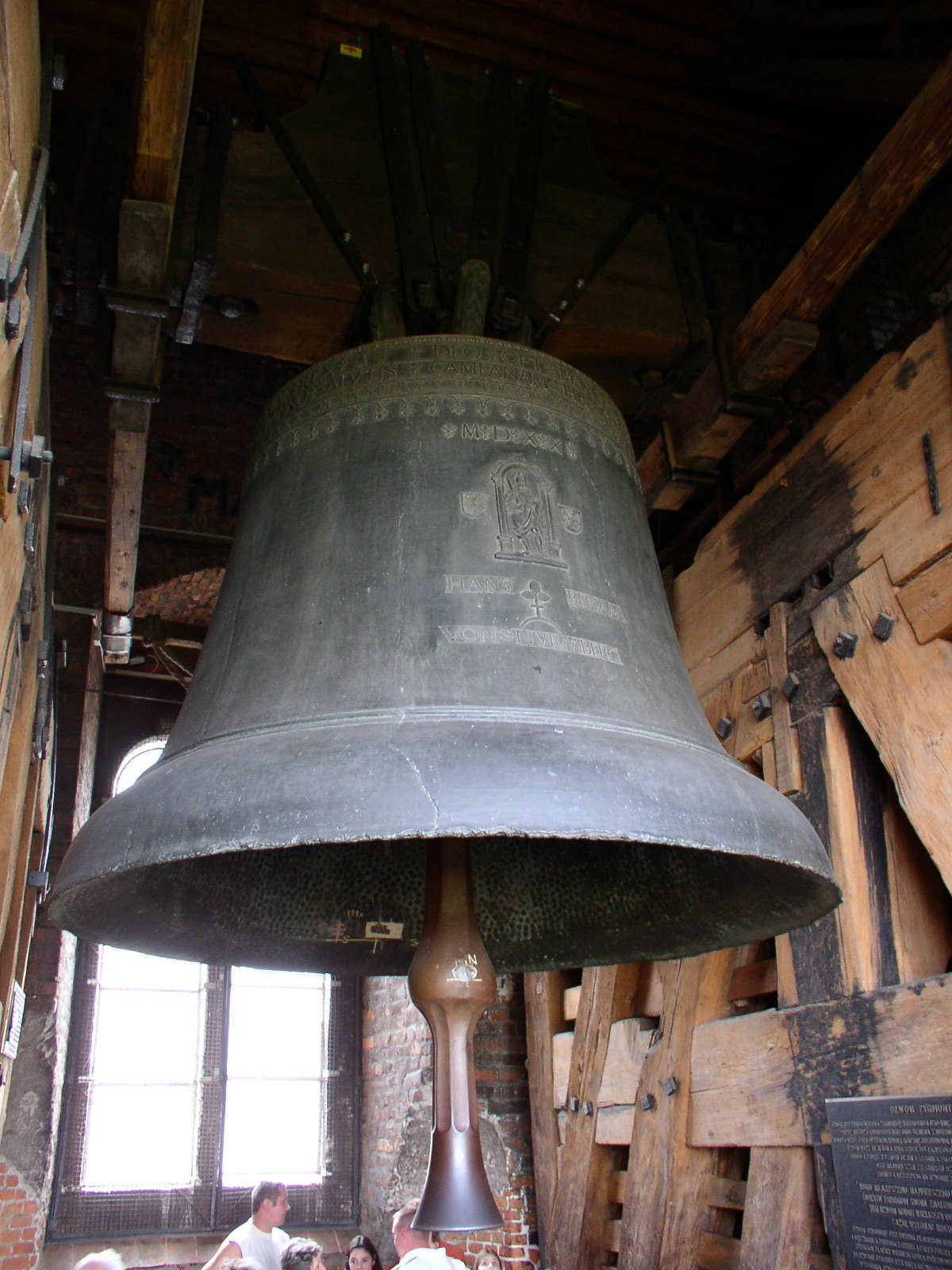
Dzwon Zygmunt, "Sigismundklockan”

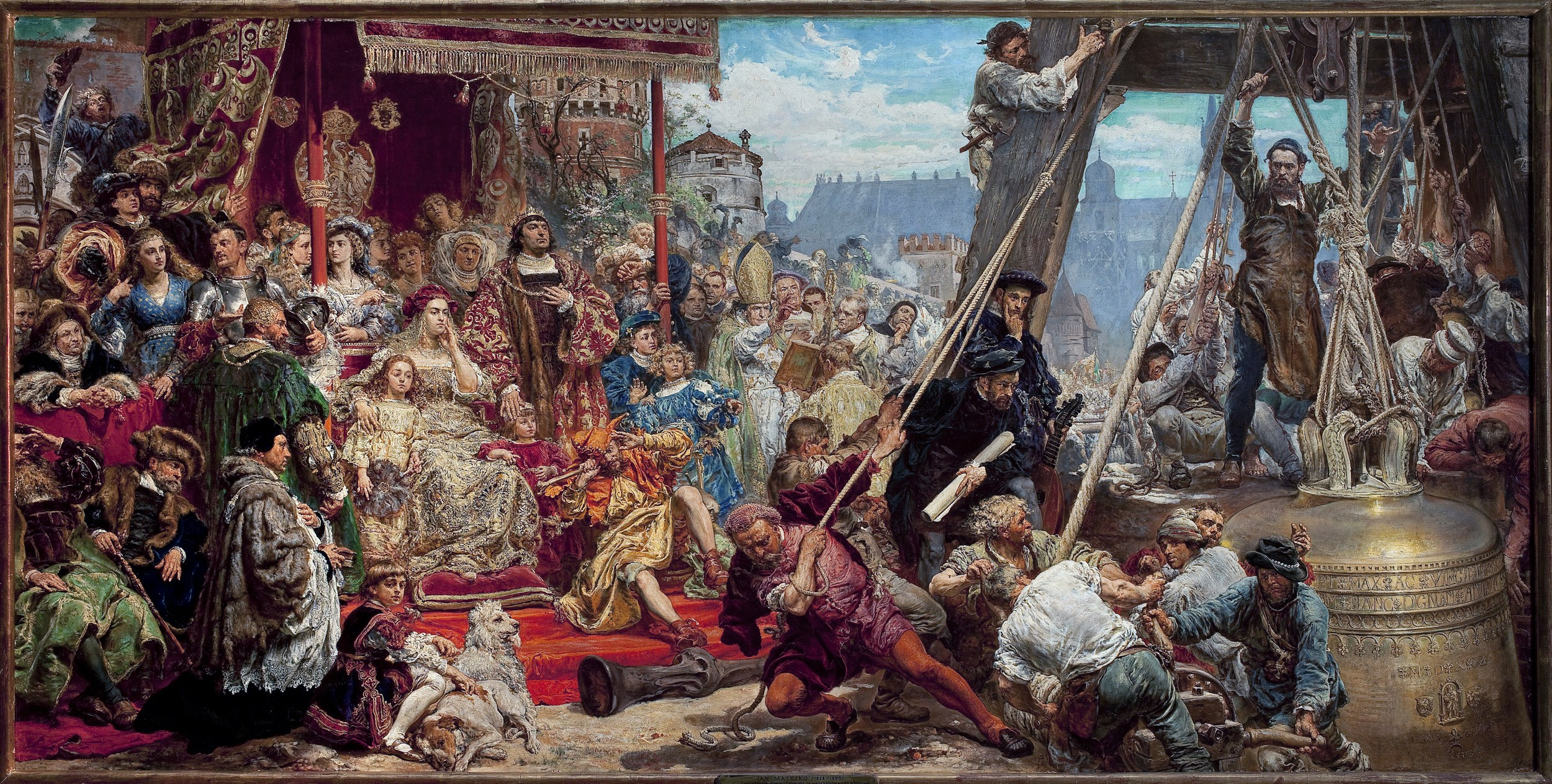
Upphängningen av Sigismundklockan i Wawelkatedralens torn i Kraków 1521, målning av Jan Matejko.

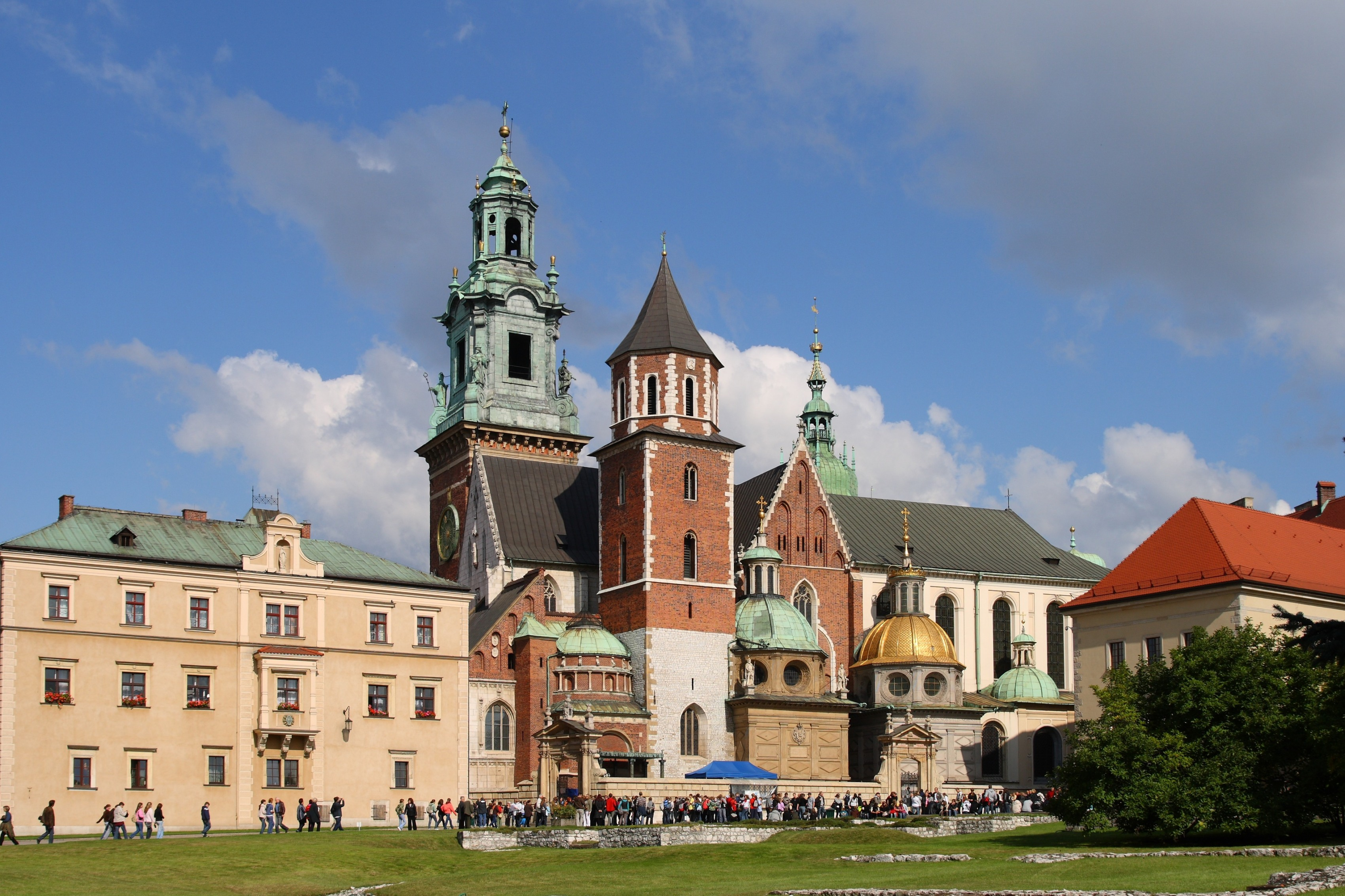
Wawelkatedralen i Krakows gamla stad

Sigismundklockan, polska: Dzwon Zygmunt, är den största kyrkklockan i Wawelkatedralen på Wawel i Kraków, Polen.

## Ringningar med klockan
Sigismundklockan rings i enbart vid mycket speciella tillfällen som vid påveval, krig och fred. Detta gäller även efter det att klockan reparerades år 2000. Senast skedde det 05.01.2023 vid påve Benedictus XVI:s besök i Krakow i maj 2006. Klockan handrings och detta kräver åtta till tolv ringare.
Klockan anses ha en speciell utstrålning och flera legender är knutna till den. Att röra vid kläppen anses som lyckobringande.

## Klockgjutningen och namnet
Sigismundklockan göts 1520 av Hans Beham (också känd som Johann Behem, eller Johannes Bohemus på latin) i Nürnberg, troligen av material från vapen från soldater som besegrats av polska styrkor. 
Sigismundklockan är namngiven efter den samtida polske kungen Sigismund I av Polen.
Det var Krakows styresmän som bestämde att Hans Beham i Nürnberg skulle gjuta klockan 1520. Nürnberg var då känt som ett viktigt konstnärligt centrum med gjutare unikt kvalificerade för sitt uppdrag. Beham hörsammade Krakows kallelse och byggde upp ett gjuteri mitt i staden vid Florianstornet, där klockan göts.

## Inskriptioner och utsmyckningar
På klockan är gjutningsåret MDXX (1520) stort och tydligt ingjutet som inskription (5,3 cm i höjd och 32 cm lång). Bredvid är en relief över kung Sigismund, som har sina två riksvapen vid sidan om sig, Polens och Litauens, som under denna tid en tid varit i personalunion med varandra och så skulle förbli tills Polen delades. På den andra sidan av klockan finns en relief med en figur som föreställer Sankt Stanislaus.
Klockgjutarens namn finns ingjutet under båda relieferna. Under Sigismund finns signaturen på tyska: HANS BEHAM VON NUREMBERG; och under Stanislaus, på latin: JOHANNES BOHEMUS DES NUREMBERGENSIS med Hans Behams klockgjutarmärke i mitten.

## Måttuppgifter
Sigismundklockan hänger i Zygmunt-tornet i domkyrkan och väger 10 980 kg. Kläppen väger 350 kg. Klockans diameter är 2,42 meter (2424 mm), och höjden är 1,99 meter.

### Statistik
- Slagton: g (196 Hz)
- Totalvikt: 10,980 kg; kläpp: 350 kg
- Diameter (längst ner) 2,424 m
- Höjd: 1,99 m
- Mantelns tjocklek: från 7 to 21 cm
- Volym: 1,2 m3
- Material: Brons (80% koppar, 20% tenn) [2]